# Клермон л'Еро
Клермон л'Еро (фр. Clermont-l'Hérault) је насеље и општина у јужној Француској у региону Лангдок-Русијон, у департману Еро која припада префектури Лодев.
По подацима из 2011. године у општини је живело 8121 становника, а густина насељености је износила 249,95 становника/km². Општина се простире на површини од 32,49 km². Налази се на средњој надморској висини од 92 метара (максималној 322 m, а минималној 40 m).

## Демографија
| 1962. | 1968. | 1975. | 1982. | 1990. | 1999. | 2011. |
| ----- | ----- | ----- | ----- | ----- | ----- | ----- |
| 5.538 | 6.209 | 5.482 | 5.926 | 6.041 | 6.532 | 8.121 |

График промене броја становника у току последњих година